# Diplothelopsis ornata
Diplothelopsis ornata is een spinnensoort in de taxonomische indeling van de bruine klapdeurspinnen (Nemesiidae).
Diplothelopsis ornata werd in 1905 beschreven door Tullgren.